# Нефридії
Нефри́дії (від грец. nephrós— нирка) — органи виділення у безхребетних тварин, які слугують для осморегуляції, видалення з організму продуктів метаболізму, а інколи також для виведення статевих продуктів.
Найпримітивніші нефридії — протонефридії мають вигляд розгалужених трубочок ектодермального походження, замкнених на внутрішніх кінцях термінальними клітинами (соленоцитами). Втрачаючи соленоцити та сполучаючись з вторинною порожниною тіла, вони перетворюються на метанефридії. У деяких кільчастих червів нефридії зростаються з мезодермальними війчастими статевими лійками − целомодуктами, утворюючи орган змішаного походження − так звані нефроміксії. 

## Протонефридії
Протонефридії (від прото… та нефридій) — органи виділення та осморегуляції у більшості плоских та первиннопорожнинних червів, немертин, деяких кільчастих червів, у ланцетника, а також трохофорних личинок, личинок форонід та деяких молюсків. 
Протонефридії складаються з одного або декількох розгалужених канальців ектодермального походження, кінці яких з боку порожнини тіла замкнені кінцевою клітиною з пучком війок («променева» клітина) або з одним чи декілька джгутиками (соленоцит). Через спеціальні клітини — циртоцити — здійснюється фільтрація на замкненому кінці. Рухи війок або джгутиків сприяють постійному току рідини з навколишнього середовища до внутрішньоклітинного капілярного каналу, в якому утворюється сеча. Канальні впадають у головний канал, який відкривається зазвичай у зовнішнє середовище 1−2 або декількома порами. У сисунів, коловерток та деяких інших тварин протонефридії відкриваються у сечовий міхур, який має скоротливі стінки, у акантоцефалів та приапулід— у статеві протоки. 

## Метанефридії
Метанефридії (грец. meta — між, після, через, nephridion — зменшене від грец. nephros — нирка) — метамерно розташовані видільні органи безхребетних, головним чином, у кільчастих червів. Розвиваються з ектодерми або мезодермальних нефробластів. Метанефридії — трубчасті канали, які відкриваються одним кінцем (війчастою лійкою або нефростомом) у вторинну порожнину тіла (целом) попереднього сегмента, іншим (видільною порою) — назовні. Через нефростом у просвіт метанефридій, ймовірно, поступає целомічна рідина — первинна сеча, пересування якої по метанефридіям забезпечується війками. У каналі відбувається реабсорбція з сечі органічних речовин і солей, які в кінцевих відділах проходять через слабо проникну для води стінку канальця. У результаті утворюється гіпоосмотична сеча, яка накопичується в сечовому міхурі. 